# Свинина по-алентежськи

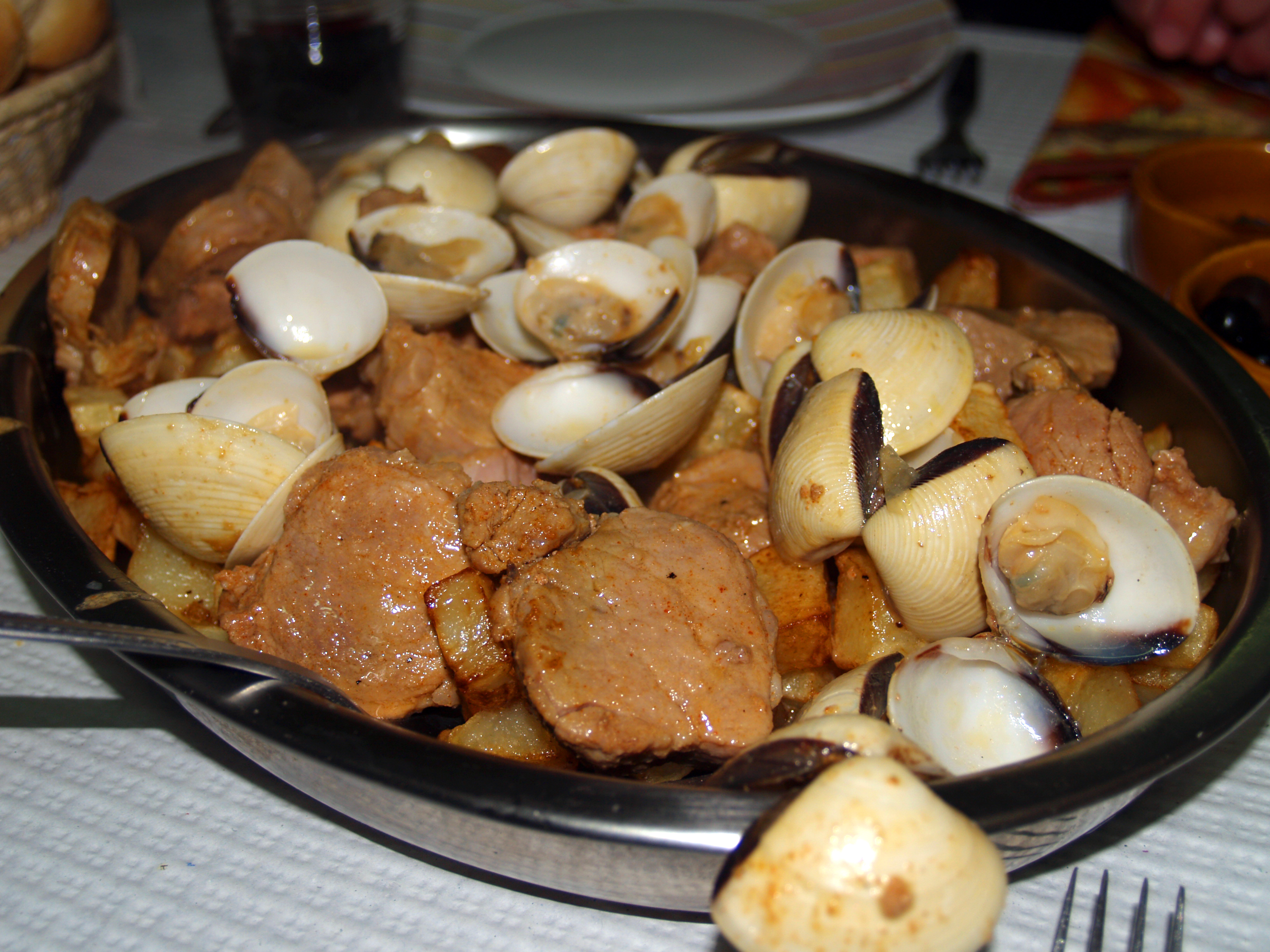
Свинина по-алентежськи

Свини́на по-аленте́жськи (порт. Carne de Porco à Alentejana) або Свини́на з молю́сками (порт. carne de porco com amêijoas) є однією з найбільш традиційних і популярних страв зі свинини португальської кухні. Це поєднання свинини та молюску, з картоплею та коріандром.
Зазвичай приблизно 800 г свинини деякий час маринують у білому вині, паприці, пасті з червоного перцю, нарізаному часнику, коріандрі, лавровому листі, солі та білому перці. Також кумін часто додають на півночі Португалії.  Потім його обсмажують до золотисто-коричневого кольору, і вже тоді додаються молюски і готуються. Традиційно цю страву подають з кубиками картоплі фрі або запеченою картоплею.  
Є характерною для регіону Алгарве у Португалії, хоча закріпилася ім'я Алентежана (від Alentejo). Можливо, це сталось через те, що долина Алентежу славиться своєю свининою.